# Hugo Jury
Hugo Jury, né le 13 juillet 1887 et mort le 8 mai 1945, est un nazi autrichien. Il est connu pour avoir été gauleiter du Reichsgau du Bas-Danube (Reichsgau Niederdonau) et gouverneur du Reich pour la Basse-Autriche. Il se suicide à la fin de la guerre.

## Biographie
Il est le fils de Hugo Jury (1856-1931), enseignant à Rothmühl, en Moravie, et de Julia Jury née Haberhauer (1862-1934). Il commence à étudier la médecine à l'université Karl Ferdinand de Prague en 1905. Le 31 octobre 1911, il obtient son doctorat en médecine. Le 14 janvier 1913, il épouse Karoline Roppert à Vienne. Après son internat, il est un temps médecin de bord. Après plusieurs voyages, il travaille de 1913 à 1919 comme médecin en maison de santé à Frankenfels.
Pendant la Première Guerre mondiale, il sert dans un hôpital militaire. Il est ensuite médecin-chef d'un camp d'officiers prisonniers de guerre, non loin de Frankenfels. Réformé en 1919, il commence en tant que pneumologue spécialiste de la tuberculose à St. Pölten.

## Ascension en Autriche
Il entre dans la Heimwehr en 1927. Le 15 février 1931, il adhère au parti nazi autrichien. À St. Pölten, il est Ortsgruppenleiter du parti nazi et, en 1932, chef de la faction de son parti au conseil municipal. Après l'interdiction du NSDAP le 19 juin 1933, il continue à militer dans la clandestinité, ce qui lui vaut d'être arrêté et placé en détention à plusieurs reprises.
Il devient chef adjoint du parti nazi illégal en 1936, fonction qu'il occupe jusqu'en 1938. Après la réorganisation du gouvernement imposée au chancelier Kurt Schuschnigg par Adolf Hitler, Jury est nommé au Conseil d'État autrichien le 20 février 1938 et est nommé adjoint d'Arthur Seyss-Inquart, ministre de l'Intérieur de l'Autriche désormais nazie. Le 11 mars 1938, il devient ministre de l'Administration sociale dans l'éphémère gouvernement du chancelier Seyss-Inquart. Le 12 mars, il entre dans la SS avec le grade de Sturmbannführer.

## Sous le Troisième Reich
Après l'Anschluss, Jury reste à la tête de son ministère jusqu'au 24 mai 1938. En avril, il est élu député nazi au Reichstag. Le 21 mai 1938, Hitler le nomme Gauleiter du parti nazi du Reichsgau Niederdonau. Le 24 mai, il est nommé Landeshauptmann de l'État de Basse-Autriche : il rassemble ainsi sous son contrôle les plus hautes fonctions du parti et du gouvernement.
En mars 1939, il devient chef du bureau de liaison du NSDAP pour le Protectorat de Bohême et de Moravie. Le 15 mars 1940, il est nommé Reichsstatthalter (gouverneur) de Basse-Autriche, à compter du 1er avril. Le 16 novembre 1942, il est commissaire à la défense du Reich de son Gau. Le 15 juin 1943, Heinrich Himmler le nomme commissaire du Reich pour la consolidation de la nationalité allemande dans son Gau. Il est promu SS-Obergruppenführer le 21 juin 1943.
Il est un ardent promoteur de la politique raciale nazie. Il soutient la persécution des Juifs, des Sinti et des Roms, ainsi que des handicapés mentaux ou physiques. Il montre un intérêt particulier à la « germanisation » de sa région natale, la Moravie, dont certains districts sont administrés par son Gau. Le 23 mars 1945, il est à une conférence avec Heinrich Himmler, des dirigeants nazis autrichiens et le commandant du camp de concentration de Mauthausen. Himmler ordonne l'évacuation des détenus du camp en Autriche, décrétant qu'aucun ne doit tomber aux mains des Alliés. Le 15 avril, Jury ordonne l'exécution de 44 prisonniers à la prison Stein de Krems an der Donau.
Alors que Vienne est sur le point de tomber aux mains de l'Armée rouge, Jury fuit vers l'ouest et arrive à Krems. Nazi fanatique, il continue à appeler à la résistance armée, prenant le commandement d'une unité du Volkssturm contre les troupes soviétiques. Après l'effondrement de l'Allemagne nazie le 8 mai 1945, il se suicide au pistolet dans la ville de Zwettl.